# Pax Praetoriana
Pax Praetoriana (ou Pax Pretoriana), refere-se a relativa estabilidade da África do Sul moderna (economicamente e politicamente), junto com uma política externa africana para o seu continente, tornando-o estável e ajudando governos democráticos em outros Estados africanos. O termo Pax Nigeriana também é usado às vezes em relação à Nigéria e seu status igual na África Ocidental. Ambos os termos derivam da expressão Pax Romana (Paz Romana). O termo Pretoriana, deriva também de Pretória, a capital administrativa da África do Sul.
O termo também tem sido usado para descrever a posição dominante da África do Sul sobre os seus vizinhos na era pré-1994, forçando acordos como o Acordo de Nkomati, entre a África do Sul, Moçambique e um tratado de não agressão com a Suazilândia.